# Гротт, Богумил
Богумил Гротт (пол. Bogumił Andrzej Grott, род. 1940, Варшава, Генерал-губернаторство) — польский историк националистических взглядов, профессор религиозных исследований Ягеллонского университета. Член Кресового патриотического движения (пол. Kresowy Ruch Patriotyczny).

## Биография
Родился в семье инженера Евгениуша Гротта (пол. Eugeniusz Grott) и искусствоведа Казимиры Адамович (пол. Kazimiera Grottowa z Adamowiczów). Учился в Ягеллонском университете на факультете археологии. В 1974 году получил степень доктора гуманитарных наук. Учёное звание профессора получил в 1997 году. Работал профессором Гуманитарно-экономической академии в Лодзи, преподавал в Высшей гуманитарно-технической школе в Бельском-Бяле. В 2008 году подписал письмо с обвинениями Вроцлавского университета в "сталинизме" за критику некоторых праворадикальных католических деятелей.

## Мировоззрение
Для трудов Богумила Гротта характерно значительное внимание к связи национальных и националистических движений с религией. В своих публикациях он продолжает традицию идеологического обоснования польского присутствия на территории Западной Украины и её полонизации. В том числе, в одной из своих статей в "Перемышльських исторических записках" (пол. Przemyskie Zapiski Historyczne), оценивал полонизационные и антиукраинские меры правительства Ю. Пилсудского и режима санации не достаточными, что, как утверждает Гротт, украинские организации использовали для "ослабления польского государства и против кресовых поляков".

## Труды
- Nacjonalizm i religia (Национализм и религия) (1984)
- Katolicyzm w doktrynach ugrupowań narodowo-radykalnych do roku 1939 (Католицизм в доктрине национал-радикальных группировок до 1939 года) (1987)
- Nacjonalizm chrześcijański (Христианский национализм) (1991, 1996, 1999)
- Religia, Kościół, etyka w ideach i koncepcjach prawicy polskiej (Религия, Церковь, этика в идеях и концепциях польских правых) (1993)
- Zygmunt Balicki ideolog Narodowej Demokracji (Жигмунд Балицкий идеолог национальной-демократии) (1995)
- Adam Doboszyński o ustroju Polski (1996)
- Religia, cywilizacja, rozwój - wokół idei Jana Stachniuka (2003)